# جنبش پادری
پادری جنبشی متاثر از وهابیت بود که طی سالهای ۱۸۰۳ - ۱۸۳۸ درسوماترای اندونزی فعال بود. این حرکت نهایتاً توسط استعمارگران هلندی سرکوب شد.